# Vườn quốc gia Staaten River
Vườn quốc gia Staaten River là một vườn quốc gia ở Queensland, Úc.
Vườn quốc gia này lấy tên theo sông Staaten chảy qua đây

## Môi trường
Vườn quốc gia bao gồm một phần rộng lớn của xavan nhiệt đới cải tạo ít nhất ở Queensland. Thảm thực vật là khu rừng nhiệt đới hoang vu được cắt xén bởi những dòng chảy tạm thời với một số lượng nhỏ hố nước thường trú hoặc bán kiên cố. Nó có ít cỏ dại kỳ lạ hoặc động vật du nhập.
VQG đã được BirdLife International xác định là VQG Quan trọng (IBA) bởi vì nó hỗ trợ một số lượng lớn đến một ngàn vẹt vàng có nguy cơ tuyệt chủng. Heo rừng hoang dã phá hủy các đống làm tổ của con vẹt và làm giảm nguồn thức ăn của chim. Khi điều kiện cho phép quần thể lợn phát triển đáng kể, động vật được Công viên Công viên và Động vật hoang dã Queensland tuyển chọn. 